# Uso de las comillas en inglés
En la escritura del 'inglés', las comillas (en inglés: quotation marks), también conocidas informalmente en inglés como quotes, talking marks, speech marks, quote marks, quotemarks o speechmarks, son signos de puntuación que se colocan en ambos lados de una palabra o frase para identificarla como cita directa o título o nombre literal. Las comillas pueden utilizarse para indicar que el significado de la palabra o frase que rodea es diferente (o, al menos, una modificación) del que se le suele atribuir, y a menudo se emplean para expresar ironía (por ejemplo, en la oración The lunch lady plopped a glob of "food" onto my tray.', las comillas alrededor de la palabra food indican que se la llama así irónicamente). También se utilizan a veces para enfatizar una palabra o frase, aunque esto suele considerarse incorrecto.
Las comillas se escriben como un par de comillas de apertura y cierre en dos estilos: simples ('...') o dobles ("..."). Las comillas de apertura y cierre pueden ser idénticas en su forma (llamadas comillas neutras, verticales, rectas, de máquina de escribir, simples), o pueden ser claramente de izquierda y derecha (comillas tipográficas o, coloquialmente, latinas). Las comillas tipográficas suelen utilizarse en textos manuscritos y mecanografiados. Dado que los teclados de las máquinas de escribir y de los ordenadores carecen de teclas para introducir directamente las comillas tipográficas, gran parte de la escritura mecanografiada lleva comillas neutras. Algunos programas informáticos disponen de la función denominada «comillas inteligentes», que puede convertir las comillas neutras en tipográficas, a veces de forma imperfecta.
La doble comilla tipográfica de cierre y la doble comilla neutra son similares y a veces sustituyen al signo de ídem y al símbolo de doble prima. Asimismo, la comilla simple tipográfica de apertura se utiliza a veces para representar la ʻokina, mientras que la comilla simple tipográfica de cierre o la comilla simple neutra pueden representar el símbolo de la prima. Los caracteres con significados diferentes suelen tener un aspecto visual diferente en los tipos de letra que reconocen estas distinciones, y cada uno de ellos tiene puntos de código Unicode diferentes. A pesar de ser semánticamente diferentes, la comilla simple de cierre tipográfica y el apóstrofo tipográfico tienen la misma apariencia visual y punto de código (U+2019), al igual que la comilla simple neutra y el apóstrofo de máquina de escribir (U+0027). A pesar de los diferentes puntos de código, las versiones curva y recta se consideran a veces glifos múltiples del mismo carácter.

## Historia
En los primeros siglos de la composición tipográfica, las citas se distinguían simplemente por la indicación del hablante, lo que aún puede verse en algunas ediciones de la Biblia cristiana. En el Renacimiento, las citas se distinguían por un tipo de letra que contrastaba con el texto principal (a menudo cursiva con letra redonda, o al revés). Las citas largas también se colocaban así, a tamaño y medida completos.
Las comillas se cortaron por primera vez en metal a mediados del siglo XVI y algunos impresores las utilizaron abundantemente en el siglo XVII. En algunos libros del Barroco y el Romanticismo, se repetían al principio de cada línea de una cita larga. Cuando se abandonó esta práctica, se mantuvo el margen vacío, dando lugar a la forma moderna de la cita en bloque con sangría.
En el inglés moderno temprano, las comillas se utilizaban para hacer comentarios concisos. Ya a finales del siglo XVI se utilizaban para citar un diálogo directo, práctica que se fue generalizando con el paso del tiempo.

## Uso

### Citas y diálogos
Las comillas simples o dobles indican un diálogo o una cita. Las comillas dobles son las preferidas en Estados Unidos, y también suelen serlo en Australia (aunque el Gobierno australiano prefiere las comillas simples) y Canadá. Las comillas simples son más habituales en el Reino Unido, Irlanda y Sudáfrica, aunque las comillas dobles también son comunes allí, sobre todo en trabajos periodísticos. En Nueva Zelanda se utilizan ambos estilos.

El estilo de un editor o autor puede primar sobre las preferencias generales regionales. La idea importante es que el estilo de las comillas de apertura y cierre debe coincidir:

'Good morning, Frank,' said Hal.
"Good morning, Frank," said Hal.
Para el diálogo dentro de otro diálogo, se utiliza el otro estilo como comillas interiores:

'Hal said, "Good morning, Dave,"' recalled Frank.
"Hal said, 'Good morning, Dave,'" recalled Frank.
A veces, las comillas están enmarcadas en más niveles que las comillas interiores y exteriores. En la Biblia cristiana se pueden encontrar hasta cinco niveles de enmarque. En estos casos, surgen dudas sobre la forma (y los nombres) de las comillas que deben utilizarse. Lo más habitual es alternar simplemente entre las dos formas, de la siguiente manera:

" ... ' ... " ... ' ... ' ... " ... ' ... "
Si ese pasaje se cita posteriormente en otra publicación, entonces todas sus formas deben desplazarse un nivel hacia arriba.

En muchos casos, las citas que abarcan varios párrafos se establecen como citas en bloque, por lo que no requieren comillas. Sin embargo, en algunos casos se utilizan comillas para citas de varios párrafos, sobre todo en las narraciones, donde la convención inglesa es colocar comillas de apertura en el primer párrafo y cada uno de los siguientes, y colocar comillas de cierre sólo el último párrafo de la cita, como en el siguiente ejemplo de Orgullo y prejuicio:

The letter was to this effect:
"My dear Lizzy,
"I wish you joy. If you love Mr. Darcy half as well as I do my dear Wickham, you must be very happy. It is a great comfort to have you so rich, and when you have nothing else to do, I hope you will think of us. I am sure Wickham would like a place at court very much, and I do not think we shall have quite money enough to live upon without some help. Any place would do, of about three or four hundred a year; but however, do not speak to Mr. Darcy about it, if you had rather not.
"Yours, etc."
Como ya se ha indicado, en algunos textos antiguos, la comilla se repite en cada línea, en lugar de en cada párrafo.

Cuando se interrumpe el texto entrecomillado, como con la frase he said, se utiliza una comilla de cierre antes de la interrupción y una comilla de apertura después. Las comas también se utilizan a menudo antes y después de la interrupción, más a menudo para citas de diálogos que para citas de texto:

"Everything", said Hal, "is going extremely well."
Las comillas no se utilizan en el estilo indirecto. Esto se debe a que la cita indirecta puede ser una paráfrasis; no es una directa, y en el curso de cualquier composición, es importante documentar cuándo se está utilizando una cita frente a cuándo sólo se está dando contenido, que puede ser parafraseado, y que podría estar abierto a la interpretación.

Por ejemplo, si Hal dice: "All systems are functional", entonces, en el estilo indirecto:

Incorrecto: Hal said that "everything was going extremely well".
Correcto: Hal said that everything was going extremely well.

### Ironía
Otro uso común de las comillas es para indicar o llamar la atención sobre palabras irónicas, dudosas o no estándar:

He shared his "wisdom" with me.
The lunch lady plopped a glob of "food" onto my tray.
He complained about too many "gummint" regulations.
Las comillas que indican ironía verbal, u otro uso especial, se llaman a veces scare quotes. En la comunicación oral, a veces se gesticulan comillas en el aire, o se indican con un cambio de tono o sustituyéndolas con supposed[ly] o so-called.

### Uso inusual
Las comillas también se utilizan para indicar que el autor es consciente de que una palabra no se utiliza en el sentido comúnmente aceptado:

Crystals somehow "know" which shape to grow into.
Además de transmitir una actitud neutral y llamar la atención sobre un neologismo, slang o terminología especial (también conocida como jerga), las comillas también pueden indicar palabras o frases descriptivas pero inusuales, coloquiales, populares, sorprendentes, humorísticas, metafóricas o que contienen un juego de palabras: Dawkins's concept of a meme could be described as an "evolving idea".
También se utilizan las comillas para distanciar al autor de la terminología en cuestión y que no se le asocie con ella, por ejemplo, para indicar que una palabra citada no es terminología oficial o que una frase citada presupone cosas con las que el autor no está necesariamente de acuerdo; o para indicar una terminología especial que, en aras de la precisión, debe identificarse como la terminología de alguien más, como cuando un término (sobre todo un término controvertido) es anterior al autor o representa la opinión de otra persona, quizá sin juzgarla.
El Manual de Estilo de Chicago, 17.ª edición (2017), reconoce este tipo de uso pero, en la sección 7.57, advierte contra su uso excesivo: «Las comillas se utilizan a menudo para alertar a los lectores de que un término se usa en un sentido no estándar (o argot), irónico u otro sentido especial .... [Implican 'Este no es mi término' o 'Así no es como se aplica normalmente el término'. Como cualquier otro recurso de este tipo, las comillas de advertencia pierden su fuerza e irritan a los lectores si se utilizan en exceso».

### Distinción entre uso y mención
Las comillas o la cursiva pueden resaltar que una instancia de una palabra se refiere a la palabra en sí y no a su concepto asociado.

Cheese is derived from milk. (Concepto)
"Cheese" is derived from a word in Old English. (Palabra)
Cheese has calcium, protein, and phosphorus. (Concepto)
Cheese has three Es. (Palabra)

#### En lingüística
En los escritos sobre el lenguaje se utiliza a menudo la cursiva para la palabra en sí y comillas simples para la glosa, sin separar ambas palabras por una coma u otro signo de puntuación, y con un entrecomillado estrictamente lógico alrededor de la glosa, con la puntuación terminal extrínseca fuera de las comillas, incluso en las publicaciones norteamericanas, que de otro modo las preferirían dentro:
Latin ovis 'sheep', canis 'dog', and equus 'horse' are nouns.

### Títulos de obras artísticas
Para los títulos de obras breves se suelen utilizar comillas, en lugar de cursiva. El uso de comillas simples o dobles depende del contexto; sin embargo, muchos estilos, especialmente en poesía, prefieren el uso de comillas simples.
- Obras cortas de ficción, poesía, entre otras: Arthur C. Clarke's "The Sentinel"
- Capítulos de libros: The first chapter of 3001: The Final Odyssey is "Comet Cowboy"
- Artículos en libros, revistas, periódicos, entre otros: "Extra-Terrestrial Relays", Wireless World, October 1945
- Temas musicales: David Bowie's "Space Oddity"

Por regla general, el título de una publicación completa se escribe en cursiva (o, en texto mecanografiado, se subraya), mientras que los títulos de obras menores o de un subconjunto de la publicación mayor (como poemas, relatos cortos, capítulos con nombre, artículos de revistas, artículos de periódicos, episodios de programas de televisión, niveles de videojuegos, secciones editoriales de sitios web, entre otros) se escriben entre comillas.
Shakespeare's Romeo and Juliet
Dahl's short story "Taste" in Completely Unexpected Tales

### Apodos y títulos falsos
Las comillas también pueden indicar un apodo en medio del nombre real, o un título falso o irónico incrustado en un título real; por ejemplo, Nat "King" Cole, Frank "Chairman of the Board" Sinatra, or Simone Rizzo "Sam the Plumber" DeCavalcante.

### Uso no estándar
Las comillas se utilizan a veces para dar énfasis en lugar del subrayado o la cursiva, sobre todo en letreros o carteles. Este uso puede confundirse con la cita irónica o de uso alterado, a veces con humor involuntario. Por ejemplo: For sale: "fresh" fish, "fresh" oysters, podría interpretarse en el sentido de que fresco no se utiliza con su significado cotidiano, o incluso para indicar que el pescado o las ostras son cualquier cosa menos frescos. Otro ejemplo: Cashiers' desks open until noon for your "convenience" podría interpretarse en el sentido de que la comodidad es para los empleados del banco, no para los clientes.

## Orden de puntuación
En cuanto a las comillas adyacentes a los puntos y las comas, existen dos estilos de puntuación de uso generalizado. Estos dos estilos suelen denominarse «americano» y «británico», o a veces «cita tipográfica» y «cita lógica». Ambos sistemas tienen las mismas reglas en cuanto a los signos de interrogación, exclamación, dos puntos y punto y coma. Sin embargo, difieren en el tratamiento de los puntos y las comas.

En todas las formas principales del inglés, los signos de interrogación, exclamación, punto y coma y cualquier otro signo de puntuación (con las posibles excepciones de los puntos y las comas, como se explica en las secciones siguientes) se colocan dentro o fuera de la comilla de cierre dependiendo de si forman parte del material citado.

Did he say, "Good morning, Dave"?
No, he said, "Where are you, Dave?"
There are three major definitions of the word "gender": vernacular, sociological, and linguistic.
Type "C:" at the DOS prompt to switch from a floppy disk to a hard drive.
Una convención es el uso de corchetes para indicar el contenido entre comillas que se ha modificado a partir del material original o que no estaba presente en él.

### Estilo británico
El estilo predominante en el Reino Unido, denominado «estilo británico», «cita lógica» y «puntuación lógica», consiste en incluir entre comillas únicamente los signos de puntuación que aparecían en el material citado original y en el que el signo de puntuación encaja con el sentido de la cita, pero, por lo demás, colocar la puntuación fuera de las comillas de cierre. A Dictionary of Modern English Usage de Fowler ofrece un ejemplo temprano de esta norma: "All signs of punctuation used with words in quotation marks must be placed according to the sense."
Cuando se trata de palabras en sí, obras cortas y partes de una oración, este estilo coloca los puntos y las comas fuera de las comillas:
"Carefree", in general, means "free from care or anxiety".
The title of the song was "Gloria", which many already knew.
She said she felt "free from care and anxiety".

Cuando se trata de una cita directa, según el manual de estilo británico Butcher's Copy-editing, si una cita se interrumpe por palabras de la frase principal y luego se reanuda, la puntuación anterior a la interrupción debe seguir a la cita de cierre, a menos que forme parte de la cita. Puede hacerse una excepción cuando se escribe ficción, en cuyo caso la primera coma puede colocarse antes de la primera cita de cierre. En la literatura de no ficción, algunos editores británicos pueden permitir que los signos de puntuación que no forman parte del discurso de la persona se coloquen dentro de las comillas, pero prefieren que se coloquen fuera. Los puntos y las comas que forman parte del discurso de la persona se permiten dentro de las comillas, independientemente de que el material sea de ficción.
"Today," said Cinderella, "I feel free from care and anxiety." (Ficción)
"Today", said the Prime Minister, "I feel free from care and anxiety." (preferred in non-fiction) (Preferido en no ficción)
"Today I feel happy," said the woman, "carefree, and well." (Independiente)
Hart's Rules y el Oxford Dictionary for Writers and Editors denominan al estilo británico como el modo de citación «nuevo». También es similar al uso de las comillas en muchos otros idiomas (como el portugués, el español, el francés, el italiano, el catalán, el neerlandés y el alemán). Algunas sociedades profesionales estadounidenses cuyas profesiones emplean con frecuencia varios caracteres no verbales, como la química y la programación informática, utilizan la forma británica en sus guías de estilo (véase la ACS Style Guide).
Según el Jargon File de 1983, los hackers estadounidenses (miembros de una subcultura de programadores entusiastas) cambiaron a lo que más tarde descubrieron que era el sistema de comillas británico porque colocar un punto dentro de una comilla puede cambiar el significado de las cadenas de datos que se supone que deben escribirse carácter por carácter.
Algunas guías de estilo estadounidenses específicas de determinadas especialidades también prefieren el estilo británico. Por ejemplo, la revista Language de la Sociedad Lingüística de Estados Unidos exige que la comilla de cierre preceda al punto o a la coma a menos que dicho punto o coma sea «una parte necesaria de lo citado». Los sitios web Wikipedia y Pitchfork utilizan la puntuación lógica.

### Estilo estadounidense
En los Estados Unidos, el estilo predominante es el llamado «estilo americano» o «estilo estadounidense» según el cual las comas y los puntos se colocan casi siempre dentro de las comillas de cierre. El estilo americano es el utilizado por la mayoría de periódicos, editoriales y guías de estilo de Estados Unidos y, en menor medida, también de Canadá.

Cuando se trata de palabras en sí, obras cortas y partes de una oración, el estilo americano estándar coloca puntos y comas dentro de las comillas:

"Carefree," in general, means "free from care or anxiety."
The title of the song was "Gloria," which many already knew.
She said she felt "free from care and anxiety."
Este estilo también coloca puntos y comas dentro de las comillas cuando se trata de una cita directa, independientemente de si la obra es de ficción o de no ficción:

"Today," said Cinderella, "I feel free from care and anxiety." (Ficción)
"Today," said the Prime Minister, "I feel free from care and anxiety." (No ficción)
No obstante, muchos manuales de estilo estadounidenses permiten explícitamente los puntos y las comas fuera de las comillas cuando la presencia del signo de puntuación dentro de las comillas da lugar a ambigüedad, como cuando se describe la introducción de datos mediante el teclado, como en el siguiente ejemplo:

In the programming language Pascal, the statement "end.", including the period, signifies the end of a program.
El estilo americano es el recomendado por el MLA Style Manual de la Modern Language Association, el APA Publication Manual de la American Psychological Association, el The Chicago Manual of Style de la Universidad de Chicago, el AIP Style Manual del American Institute of Physics, el AMA Manual of Style de la American Medical Association, el APSA Style Manual de la American Political Science Association, The AP Guide to Punctuation de Associated Press y The Canadian Style de Canadian Public Works. Este estilo también se utiliza en algunas noticias y obras de ficción británicas.

### Final de la oración
En los dos estilos principales, independientemente de su colocación, una frase sólo puede terminar con un signo (?, ! o .). El punto, sin embargo, no puede terminar una frase entrecomillada cuando no termina también la frase que la encierra, excepto en el caso del texto literal:

"Hello, world," she said. (Ambos estilos)
She said, "Hello, world." (Ambos estilos)
"Hello, world!" she exclaimed. (Ambos estilos)
"Is anybody out there?" she asked into the void. (Ambos estilos)
En la narración del discurso directo, ambos estilos conservan la puntuación dentro de las comillas, con un punto que se convierte en coma si va seguido de un atributo, también conocido como etiqueta de discurso o cláusula anulativa. Los estadounidenses tienden a utilizar las comillas cuando dudan de su veracidad (sarcástica o seriamente), para dar a entender otro significado a una palabra o para dar a entender una visión cínica de una cita parafraseada, sin puntuación alguna.

## Consideraciones tipográficas

### Citas principales frente a citas secundarias
Las citas principales se distinguen ortográficamente de las citas secundarias, que pueden estar enmarcadas dentro de una cita principal. El inglés británico suele utilizar comillas simples para identificar el texto más externo de una cita primaria y comillas dobles para las citas internas enmarcadas. Por el contrario, el inglés estadounidense suele utilizar comillas dobles para identificar el texto más externo de una cita principal y comillas simples para las citas interiores enmarcadas.
El uso británico varía: algunas fuentes autorizadas, como The Economist y The Times, recomiendan el mismo uso que en Estados Unidos, mientras que otras fuentes autorizadas, como The King's English, Fowler's y New Hart's Rules, recomiendan las comillas simples. En revistas y periódicos, el uso de comillas dobles o simples suele depender del estilo propio de cada publicación.

### Espaciado
En inglés, cuando una cita va seguida de otro escrito en una línea de texto, la comilla inicial va precedida de un espacio, a menos que el símbolo que la preceda requiera que no haya un espacio, como un guion. Cuando una cita va seguida de otro escrito en una línea de texto, un espacio sigue a la comilla de cierre, a menos que vaya seguida inmediatamente de otro signo de puntuación dentro de la frase, como dos puntos o el signo de cierre. Estas excepciones son ignoradas por algunos sistemas informáticos asiáticos que muestran sistemáticamente las comillas con el espaciado incluido, ya que este espaciado forma parte de los caracteres de anchura fija.

Por lo general, no hay espacio entre una comilla de apertura y la palabra siguiente, ni entre una comilla de cierre y la palabra que la precede. Cuando una comilla doble o una comilla simple sigue inmediatamente a la otra, el espaciado adecuado para la legibilidad puede sugerir que se inserte un espacio fino (&thinsp;) o un espacio de no separación (&nbsp;).
So Dave actually said, "He said, 'Good morning' "? (Espacio fino)

Yes, he did say, "He said, 'Good morning.' " (Espacio de no separación)
Esta no es una práctica habitual en las publicaciones convencionales, que suelen utilizar un interletraje más preciso. Es más común en la escritura en línea, aunque el uso de CSS para crear el espaciado mediante interletraje es más apropiado semánticamente en la tipografía web que insertar caracteres de espaciado extraños.

### Usos no lingüísticos
Las comillas rectas (o las comillas rectas en cursiva) se utilizan a menudo para aproximar la prima y la doble prima, por ejemplo, cuando significan pies y pulgadas o minutos y segundos de arco. Por ejemplo, 5 pies y 6 pulgadas suele escribirse 5' 6"; y 40 grados, 20 minutos de arco y 50 segundos de arco se escribe 40° 20' 50". Sin embargo, cuando se disponga de ellos, deben utilizarse primos en su lugar (por ejemplo, 5′ 6″, y 40° 20′ 50″). La prima y la doble prima no están presentes en la mayoría de las páginas de códigos, incluidos ASCII y Latin-1, pero sí en Unicode, como caracteres U+2032 ′ PRIME y U+2033 ″ DOUBLE PRIME. Las referencias a entidades de caracteres HTML son &prime; y &Prime;, respectivamente.
Las comillas dobles, o pares de simples, también representan al signo «idem»..
Las comillas simples y dobles rectas se utilizan en la mayoría de los lenguajes de programación para delimitar cadenas o caracteres literales, conocidos colectivamente como cadenas literales. En algunos lenguajes (por ejemplo, Pascal) sólo se permite un tipo, en otros (por ejemplo, C y sus derivados) se utilizan ambas con distintos significados y en otros (por ejemplo, Python) se utilizan indistintamente. En algunos lenguajes, si se desea incluir las mismas comillas utilizadas para delimitar una cadena dentro de otra cadena, las comillas se duplican. Por ejemplo, para representar la cadena eat 'hot' dogs en Pascal se utiliza 'eat ''hot'' dogs'. Otros lenguajes usan un carácter de escape, a menudo la barra inversa, como en 'eat \'hot\' dogs'.
En el programa de composición TeX, las comillas dobles izquierdas se producen escribiendo dos back-ticks (``) y las comillas dobles derechas escribiendo dos apóstrofes (''). Esto es una continuación de la tradición de las máquinas de escribir de utilizar ticks para abrir las comillas.

### En los teclados de las computadoras
La disposición estándar de los teclados informáticos en inglés ha heredado las comillas simples y dobles de la máquina de escribir (la comilla simple sirve también de apóstrofe), y no incluye teclas individuales para las comillas tipográficas de zurdos y diestros. En términos de codificación de caracteres, estos caracteres se denominan «unidireccionales». Sin embargo, la mayoría de los programas informáticos de edición de texto ofrecen una función de «comillas inteligentes» para convertir automáticamente las comillas rectas en signos de puntuación bidireccionales, aunque a veces de forma imperfecta. Generalmente, esta función de comillas inteligentes está activada por defecto, y puede desactivarse en un cuadro de diálogo de «opciones» o «preferencias». Algunos sitios web no permiten las comillas tipográficas ni los apóstrofes en los mensajes. Sin embargo, estas limitaciones se pueden evitar utilizando los códigos o entidades de caracteres HTML o las demás combinaciones de teclas de la tabla siguiente. En Windows, pueden utilizarse scripts de AutoHotkey para asignar combinaciones de teclas más sencillas a las comillas de apertura y cierre.
|                             |   | Combinaciones en Windows Alt code | Combinaciones en las teclas de macOS | Teclas en Linux (X)                | Puntos en Unicode | Entidades HTML | Decimales HTML |
| --------------------------- | - | --------------------------------- | ------------------------------------ | ---------------------------------- | ----------------- | -------------- | -------------- |
| Apertura simple             | ‘ | Alt+0145 (en el teclado numérico) | ⌥ Opt+]                              | Composición+<+' o Alt Gr+⇧ Mayús+V | U+2018            | &lsquo;        | &#8216;        |
| Cierre simple (y apóstrofe) | ’ | Alt+0146 (en el teclado numérico) | ⌥ Opt+⇧ Mayús+]                      | Composición+>+' o Alt Gr+⇧ Mayús+B | U+2019            | &rsquo;        | &#8217;        |
| Apertura doble              | “ | Alt+0147 (en el teclado numérico) | ⌥ Opt+[                              | Composición+<+" o Alt Gr+v         | U+201C            | &ldquo;        | &#8220;        |
| Cierre doble                | ” | Alt+0148 (en el teclado numérico) | ⌥ Opt+⇧ Mayús+[                      | Composición+>+" o Alt Gr+b         | U+201D            | &rdquo;        | &#8221;        |

(Para conocer los caracteres adicionales utilizados en otros idiomas, véase Comillas § En otros idiomas).

#### Comillas inteligentes
Para que las comillas tipográficas sean más fáciles de introducir, el software de publicación suele convertir automáticamente las comillas de máquina de escribir (y los apóstrofes) a forma tipográfica durante la introducción de texto (con o sin que el usuario sea consciente de ello). En macOS e iOS, esta conversión se realiza de forma automática. Son las denominadas comillas inteligentes, llamadas smart quotes en inglés (“...”). Las comillas rectas también se conocen como dumb quotes ("...").
El método para producir comillas inteligentes puede basarse únicamente en el carácter que precede a la marca. Si se trata de un espacio u otro de un conjunto de caracteres codificados rígidamente o si la marca comienza una línea, la marca se representará como una comilla de apertura; si no, se representará como una comilla de cierre o un apóstrofo. Este método puede provocar errores, especialmente en el caso de contracciones que empiecen por apóstrofo o de texto con comillas enmarcadas:
| Texto introducido                    | Resultado deseado                     | Ejemplos de resultados erróneos                                   |
| ------------------------------------ | ------------------------------------- | ----------------------------------------------------------------- |
| '14                                  | ’14                                   | ‘14                                                               |
| I forgot my 'phone.                  | I forgot my ’phone.                   | I forgot my ‘phone.                                               |
| 'Twas the night before Christmas ... | ’ Twas the night before Christmas ... | ‘ Twas the night before Christmas ...                             |
| "'Hello,' he said, 'to you'"         | “ ‘Hello,’ he said, ‘to you’ ”        | - “ ‘Hello,’ he said, ‘to you’ “ - “ ’Hello,’ he said, ‘to you’ ” |

En Windows, si es necesario seguir un espacio con una comilla de cierre cuando las comillas inteligentes están activas, normalmente basta con introducir el carácter utilizando el código Alt mostrado anteriormente en lugar de escribir " o '.